# Camponotus glabrisquamis
Camponotus glabrisquamis är en myrart som beskrevs av Carlo Emery 1911. Camponotus glabrisquamis ingår i släktet hästmyror, och familjen myror. Inga underarter finns listade.